# Bickenhill and Marston Green
Bickenhill and Marston Green är en civil parish i Solihull i Storbritannien. Den ligger i grevskapet West Midlands och riksdelen England, i den södra delen av landet, 150 km nordväst om huvudstaden London.